# Matchedje de Maputo
Le Matchedje de Maputo est un club mozambicain de football basé à Maputo. 

## Palmarès
- Championnat du Mozambique de football (2)
  - Champion : 1987, 1990

- Coupe du Mozambique de football (1)
  - Vainqueur : 1990
  - Finaliste : 2000

- Supercoupe du Mozambique de football
  - Finaliste : 2001